# Comment le brigadier visita le château des Ténèbres
Comment le brigadier visita le château des Ténèbres (How the Brigadier Came to the Castle of Gloom en version originale), est une nouvelle d'Arthur Conan Doyle mettant en scène le Brigadier Gérard. Elle est parue pour la première fois dans la revue britannique Strand Magazine en juillet 1895, avant d'être reprise dans le recueil Les Exploits du Brigadier Gérard (The Exploits of Brigadier Gerard).
La nouvelle a été traduite en français par Géo Adam et publiée en avril 1898 dans l'hebdomadaire La Lecture n°26 sous le titre Comment le colonel visita le château des horreurs. Le recueil complet des Exploits du Colonel Gérard traduit par Géo Adam est paru aux éditions Félix Juven en 1905. La nouvelle a également été traduite par Bernard Tourville en 1957 pour l'édition intégrale des œuvres d'Arthur Conan Doyle éditée par Robert Laffont, sous le titre Comment le brigadier visita le château des Ténèbres.

## Résumé
En février 1807, le Brigadier Gérard, âgé de 25 ans, ramène en compagnie du major Legendre quatre cents chevaux de Prusse en Pologne orientale à la suite de la prise de Dantzig par l'armée napoléonienne, lorsqu'il reçoit l'ordre de rejoindre son régiment à Rossel. Gérard quitte le major Legendre et prend la route seul.

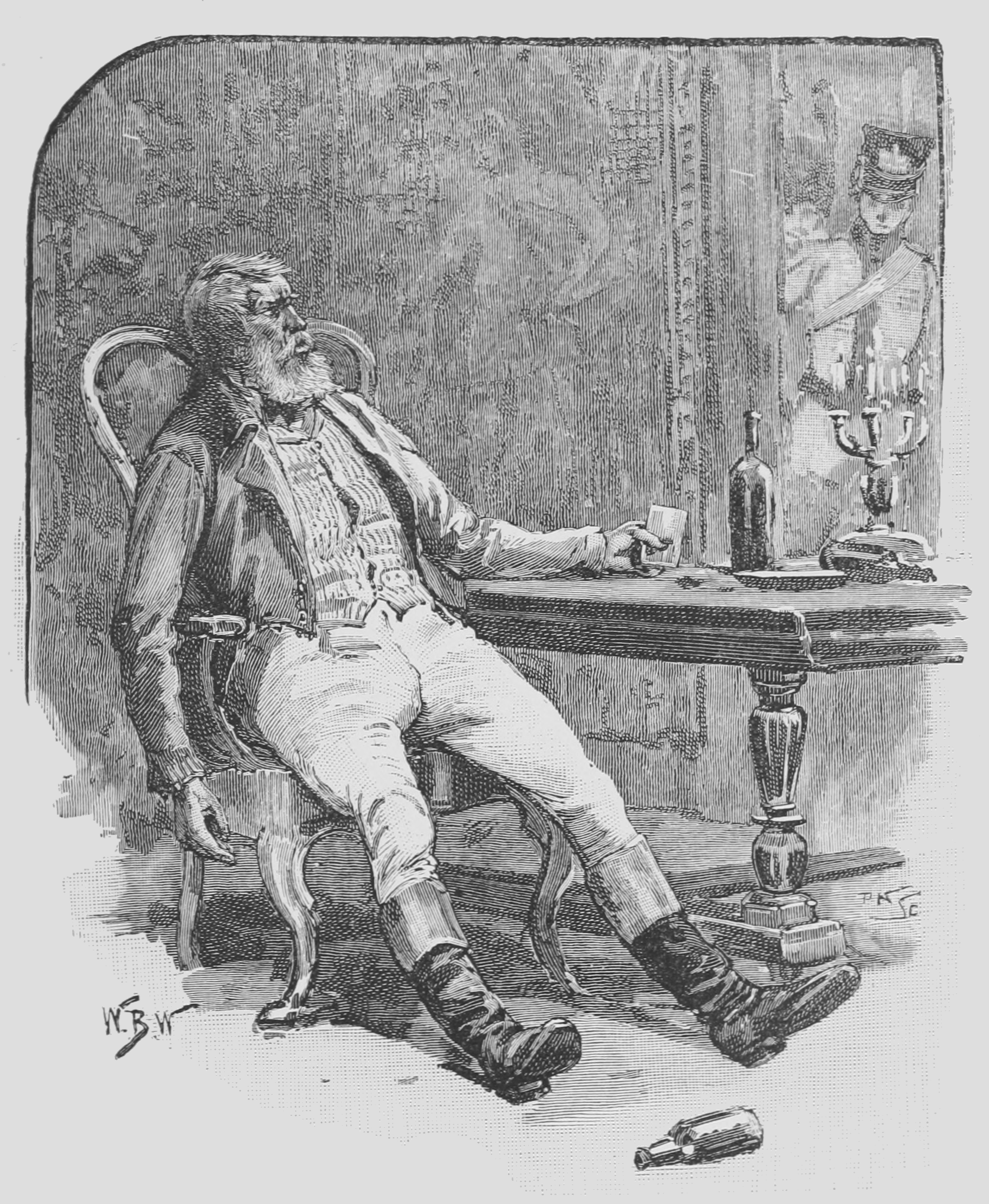
Le baron Straubenthal au « manoir des Ténèbres ».

En chemin, il rencontre une patrouille de hussards menée par le sous-lieutenant Duroc, un jeune gradé récemment sorti de Saint-Cyr. Duroc doit se rendre au village d'Arensdorf et Gérard décide de faire la route en sa compagnie, le village étant presque sur son chemin.
Les deux hommes arrivent à Arensdorf le soir-même. Gérard s'apprête à poursuivre seul son chemin, mais Duroc demande au brigadier de l'accompagner au « manoir des Ténèbres » qui surplombe la forêt. Duroc veut régler une affaire d'honneur avec le baron Straubenthal, propriétaire du manoir et connu aux alentours pour son tempérament sanguinaire. Le baron, d'origine française, est un ancien révolutionnaire ayant pour véritable nom Jean Carabin, responsable de la mort du père de Duroc. Ce dernier souhaite venger son père. Gérard accepte de l'accompagner sans vraiment connaître les intentions de Duroc.
Au manoir, la conversation entre Duroc et le baron tourne rapidement à la confrontation. Les deux hommes décident d'un duel au sabre et se dirigent vers une grande salle du manoir pour se battre. Le baron parvient néanmoins à enfermer les deux nouveaux venus dans la salle sans engager le combat, et envoie son secrétaire chercher du renfort pour les tuer.

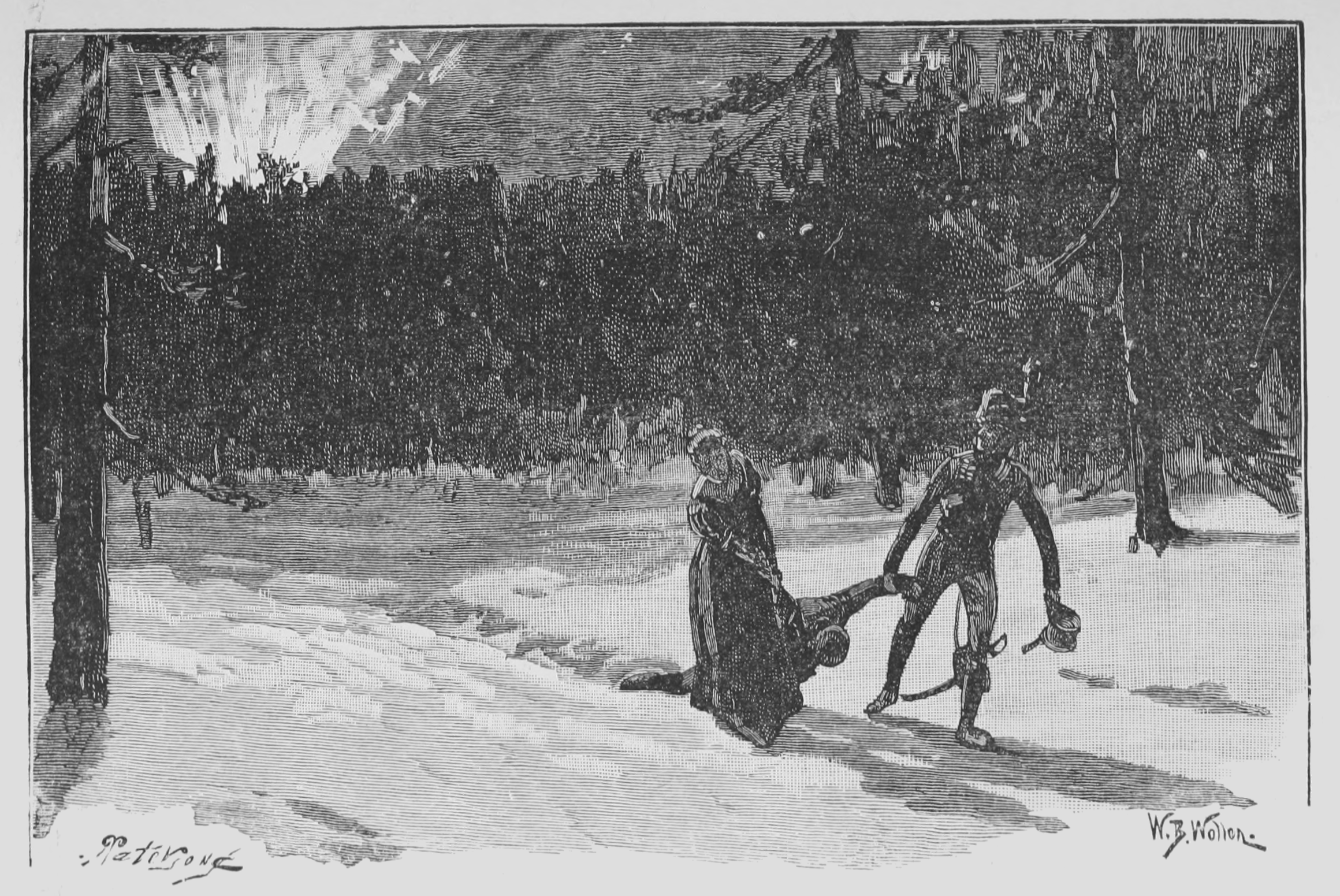
Étienne Gérard et la belle-fille du baron emmenant Duroc blessé au moment où le château explose.

Alors que Duroc et Gérard cherchent un moyen de sortir de la pièce, la belle-fille du baron parvient à glisser une clé aux deux prisonniers par une petite fenêtre aménagée. La clé permet à Duroc et Gérard d'accéder à la poudrière du manoir. Gérard confectionne alors une bombe avec laquelle il fait sauter la porte de la pièce où ils étaient enfermés.
Un duel au sabre s'engage alors entre Duroc et le baron. Ce dernier met Duroc hors d'état de nuire. Gérard sauve son acolyte et, au terme d'un combat épique, parvient à tuer le baron dont les manières peu courtoises ont donné à Gérard une raison de vouloir sa mort. La belle-fille du baron remercie Gérard de l'avoir délivrée de son beau-père. Le château commence néanmoins à prendre feu à cause de l'explosion provoquée par Gérard. Ce dernier et la belle-fille du baron s'enfuient vers la forêt en emmenant Duroc blessé. L'explosion de la poudrière du château projette des débris : l'un d'eux assomme Gérard. Après plusieurs semaines de convalescence, celui-ci est remis sur pied. Il apprendra plus tard que Duroc et la belle-fille du baron se sont mariés, conférant à Duroc le titre de baron Straubenthal.